# 富塚清
富塚 清（とみつか きよし、1893年11月3日 - 1988年3月9日）は、日本の機械工学者。内燃機関技術の研究改良における先駆的人物として知られる。

## 経歴
千葉県山武郡生まれ。5歳で小学校に入学し、1903年、大網高等小学校、1906年、旧制千葉中学校に入学する。1911年、第一高等学校に無試験入学。1917年、東京帝国大学工学部機械工学科卒業。1918年4月、東京帝国大学航空学調査委員会（のち航空研究所）の嘱託、同年11月、東京帝国大学助教授。1932年、教授。日本におけるガソリンエンジン国産化の初期から研究に携わり、日本の航空エンジン研究の先駆者の役割を果たすと共に、多くの技術者および研究者を育てた。またその立場から、航研機のエンジン開発にも深く携わっている。
1942年12月、大日本言論報国会の理事に就任。終戦後、戦争協力を問われ、1948年8月に公職追放となるも、1950年に追放解除。その間、1948年に発足した国家消防庁消防研究所で2ストロークガソリンエンジンを動力とした消防用可搬式ポンプの研究に当たり（1952年まで）、以後は2ストロークエンジンの権威としてオートバイ業界や汎用エンジン業界にも重きをなした。1952年、東京大学退官、同大学名誉教授。1953年から明治大学教授、法政大学工学部教授を10年以上に亘り務めた。1966年、白梅学園短期大学教授。
晩年まで多くの著作を残しており、専門技術書のほか、『動力の歴史』などロングセラーになる技術・科学啓蒙書も執筆している。降霊機械が登場するSF小説や精密誘導兵器などの超兵器で日本が第二次世界大戦に勝利するという筋書きの架空戦記も執筆している。

## 家族
- 父・富塚吉次郎 ‐ 千葉県山武郡増穂村木崎にて農業。清はその次男。[5][6]
- 妻・文（1900-） ‐ 福永操の異母姉。大審院検事・波多野高吉の長女。兵庫県立神戸高等女学校卒。[5][7]

## 人物

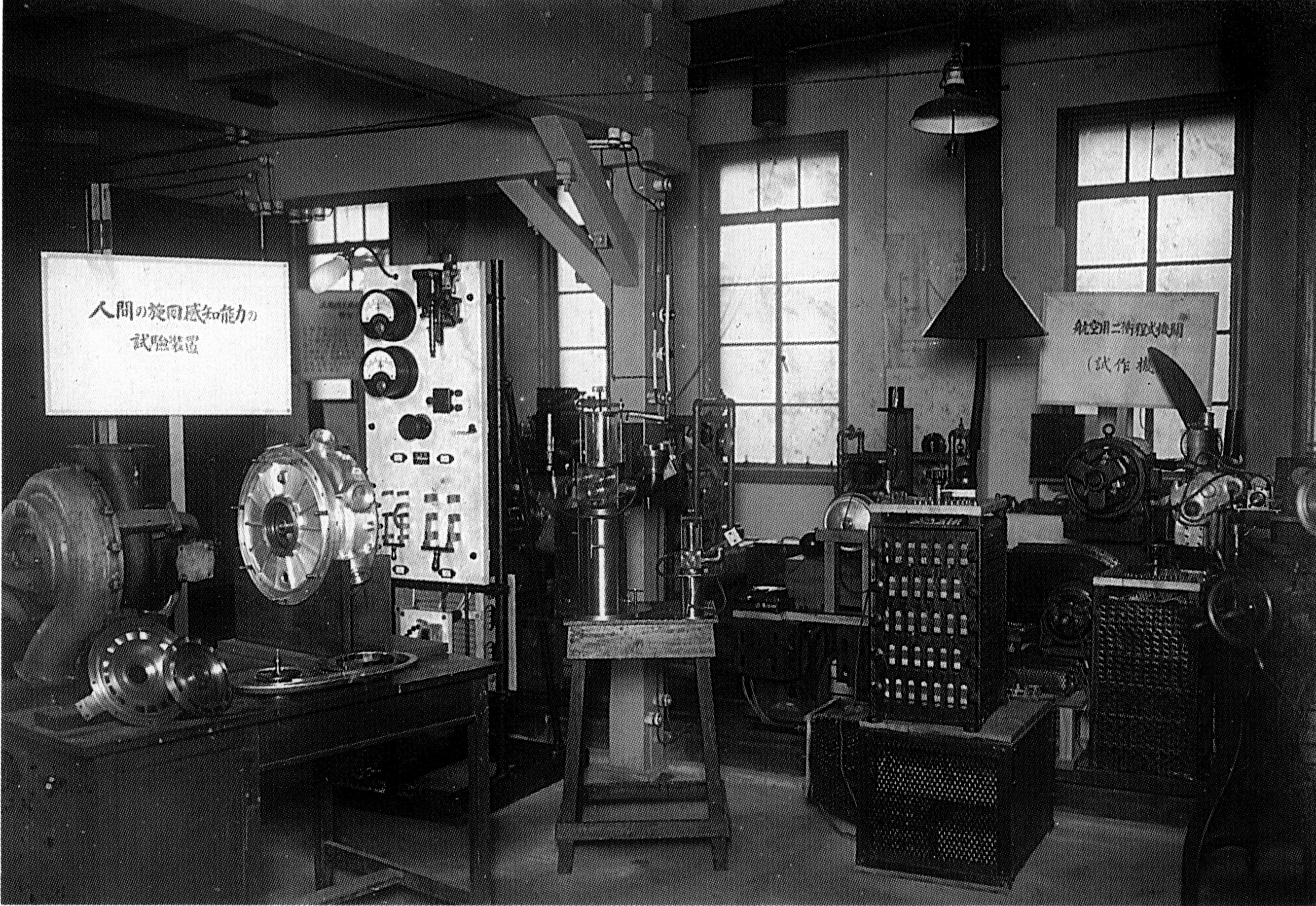
富塚研究室の風景

教育者としては実地重視の姿勢を強く持っていた。また技術面では現実主義的傾向があり、極度に先進的な手法には批判的であった。航研機開発時に当時世界的にも発展途上であった航空ディーゼルエンジン採用の動きがあったところ、信頼性に疑義を示し、実績ある在来型ガソリンエンジンの空気冷却バルブ化・希薄燃焼化改造で燃費効率をクリアしたのはその典型である（実際、当時の技術では航空ディーゼルエンジンは十分な信頼性や性能を得られず、発展しないまま1940年代で技術系譜が一旦途絶えた。ジェット燃料の使用が可能なものとして復権するのは21世紀に入ってからである）。
良くも悪くも我を曲げない硬骨漢でもあり、一時ホンダの2ストロークエンジン設計についてアドバイザーを務めた際には、4ストロークに傾倒していった本田宗一郎と衝突、宗一郎は「富塚の馬鹿」と罵倒し、富塚はスーパーカブの4ストローク50ccエンジン（後年まで一般には傑作と評されている）を批判するなどして、両者は決裂した。1960年代には東洋工業によるロータリーエンジン開発に対して学界での批判の先頭に立ち、富塚の弟子に当たる著名な学者多数が同調したことで、東洋工業のロータリーエンジン開発陣を苦境に陥れる事態をも起こしている。

## 著書
- 『航空発動機』共立出版、1943年
- 『（戯曲）神風の再発見』潮文閣、1944年.『科学技術の書』収録
- 『三代の科学』弘学社、1945年
- 『2サイクル機関』養賢堂、1966年
- 『航研機―世界記録樹立への軌跡』三樹書房、1996年

## リンク
- 内燃機関と2サイクルエンジン研究の祖